# Cephalantheropsis halconensis
Cephalantheropsis halconensis là một loài thực vật có hoa trong họ Lan. Loài này được (Ames) S.S.Ying mô tả khoa học đầu tiên năm 1988.